# Lamyctes oticus
Lamyctes oticus är en mångfotingart som beskrevs av Gilbert Edward Archey 1921. Lamyctes oticus ingår i släktet Lamyctes och familjen fåögonkrypare. Inga underarter finns listade i Catalogue of Life.